# 震災予防調査会
震災予防調査会（しんさいよぼうちょうさかい）とは、1892年6月27日－1925年11月13日に設置されていた文部省所轄の地震や震災に関する研究機関である。

## 概要
1891年の濃尾地震の被害の大きさに衝撃を受けた菊池大麓らが、地震の予防は出来なくても被害を最小限に食い止める方法を研究することは可能であるとして、帝国議会に対してそのための研究機関の設置を建議した。明治政府もこれを受け入れ、1892年に震災予防調査会官制で「震災予防に関する事項を攻究し其施行方法を審議する」ことを目的として震災予防調査会が設置された。
初代会長は加藤弘之に任ぜられ、人員は菊池、小藤文次郎、関谷清景、田中舘愛橘、長岡半太郎、大森房吉らの11名の調査会委員と幹事1名、調査事業嘱託としてジョン・ミルンから構成された。調査会では地質学・地球物理学・建築学など幅広い視点から地震とその被害発生のメカニズムを研究して、地震にそれに伴う災害を防止するための対策の推進が図られ、積極的な調査・研究・提言が行われた。その後、研究の進展とともに分野が細分化され、また地磁気測量分野では海軍省水路部、緯度変化・重力測定分野では新設の測地学委員会と所轄が重複するために権限の移譲を余儀なくされるなど、その活動に制約が加えられた。更に早い時期から幹事などを務めて調査会委員会に関わってきた地震学者の大森の業績が高まるにつれてその影響力が強まり、大森のその門下が委員会を支配しているとの批判もあった。そして、1923年の関東大震災に際して有効な対策が打ち出せなかったとする批判から専門の研究所設置を求める声が高まり、寺田寅彦らの働きにより地震研究所の設置が決定され、1925年の震災予防評議会の設置とともに調査会は廃止された。

## 会長
- 加藤弘之：
- 菊池大麓：不詳 - 1901年6月12日
- 辰野金吾：1901年6月12日 -
- 真野文二：1903年1月20日 -